# Branchville (New Jersey)
Pour les articles homonymes, voir Branchville.
Branchville  est une ville du comté de Sussex dans l'État du New Jersey.

## Géographie
Branchville est un arrondissement du comté de Sussex, dans l'État américain du New Jersey.
Selon le Bureau du recensement des États-Unis, l'arrondissement avait une superficie totale de 1,6 km2, dont 1,5 km2 de terre et 0,026 km2 d'eau (1,17 %).
Branchville est une municipalité indépendante complètement entourée par le canton de Frankford, ce qui en fait l'une des 21 paires de doughnut towns de l'État, où une municipalité en entoure entièrement une autre.

## Démographie
Lors du recensement des États-Unis de 2020, la population de l'arrondissement était de 791 habitants, soit une diminution de 50 habitants (-5,9 %) par rapport aux 841 habitants recensés en 2010, qui reflétaient à leur tour une diminution de 4 habitants (-0,5 %) par rapport aux 845 habitants recensés en 2000.

## Histoire
Branchville a été constitué en arrondissement par une loi de la législature du New Jersey le 9 mars 1898, à partir d'une partie du canton de Frankford. Une partie supplémentaire du canton de Frankford a été annexée le 1er mars 1951. L'arrondissement a été nommé en raison de son emplacement sur une branche de la rivière Paulins Kill,.